# Demokratische Alternative für Gerechtigkeit in Niger
Die Demokratische Alternative für Gerechtigkeit in Niger (französisch Alternance Démocratique pour l’Equité au Niger, Kürzel: ADEN-Karkara) ist eine politische Partei in Niger.

## Geschichte
Die Demokratische Alternative für Gerechtigkeit in Niger wurde am 2. September 2019 unter ihrem Gründungsvorsitzenden Ousmane Amadou als Partei registriert. Beim Wirtschaftswissenschaftler Ousmane Amadou handelte es sich um einen politischen Quereinsteiger. Die Initiative zur Parteigründung ging vom Abgeordneten Sani Attiya aus Maradi aus, der nach den Parlamentswahlen von 2016 aus seiner damaligen Partei, der Nigrischen Patriotischen Bewegung (MPN-Kiishin Kassa) unter der Führung von Ibrahim Yacouba, ausgeschlossen worden war und der seitdem als Unabhängiger in der Nationalversammlung gesessen war.
Bei den Parlamentswahlen von 2020 zog die Demokratische Alternative für Gerechtigkeit in Niger mit einem von 171 Sitzen in die Nationalversammlung ein. Der Parteivorsitzende Ousmane Amadou kandidierte bei den Präsidentschaftswahlen von 2020 und wurde mit 1,32 % der Wählerstimmen zehnter von dreißig Bewerbern um das höchste Amt im Staat.